# Kimnatka, Kremeneț
Kimnatka (în ucraineană Кімнатка) este un sat în comuna Hai din raionul Kremeneț, regiunea Ternopil, Ucraina.

## Demografie
Componența lingvistică a localității Kimnatka
     Ucraineană (99,54%)
     Alte limbi (0,34%)
Conform recensământului din 2001, majoritatea populației localității Kimnatka era vorbitoare de ucraineană (99,54%), existând în minoritate și vorbitori de alte limbi.